# Anoux

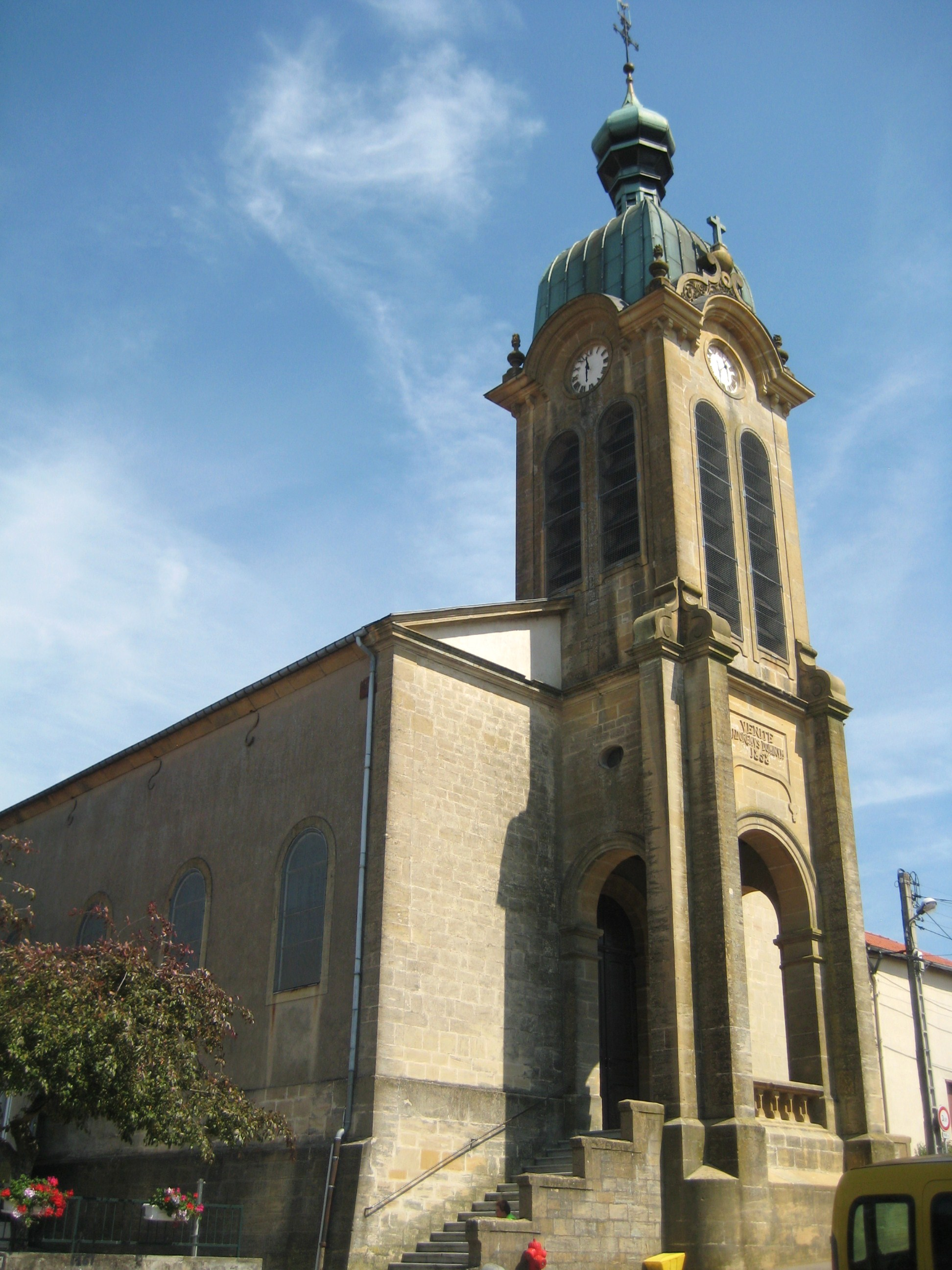
Kościół św. Paulina (2009)

Anoux – miejscowość i gmina we Francji, w regionie Grand Est, w departamencie Meurthe i Mozela.
Według danych na rok 1990 gminę zamieszkiwało 309 osób, a gęstość zaludnienia wynosiła 31 osób/km² (wśród 2335 gmin Lotaryngii Anoux plasuje się na 741. miejscu pod względem liczby ludności, natomiast pod względem powierzchni na miejscu 608.).
Burmistrz: André Berg (od 2008).

## Populacja

Populacja Anoux w latach 1962–2008